# Frederico II, Eleitor da Saxônia
Frederico II de Saxe nasceu em Lípsia em 22 de agosto de 1412 e morreu em 7 de setembro de 1464 em Lípsia. Membro da dinastia Wettin, era um dos sete filhos de Frederico I de Wettin (1370-1428 Altemburgo) apelidado o Belicoso,  der Streitbare, e sua esposa desde 1402 Catarina de Brunsvique-Luneburgo, filha de Henrique I, Duque de Brunsvique-Luneburgo.
Apelidado o Manso, o Plácido, em alemão der Sanftmuetige. Foi príncipe-eleitor da Saxônia e conde palatino da Saxônia desde 1428, conde de Turíngia de  1440 a 1445, Marquês da Mísnia (Meissen) em 1440.

## Casamento e posteridade
Frederico se casou em 3 de junho de 1431 em Lípsia com Margarida da Áustria ou de Habsburgo,  filha de Ernesto, Duque da Áustria.
Tiveram oito filhos. Em  1485, seus dois filhos Ernesto e Alberto dividiram entre si os territórios do pai: Ernesto, Eleitor de Saxe, ficou com a Turíngia, Magdeburgo e Saxônia; o caçula, Alberto III, Duque da Saxónia,  Marquês de Mísnia, tomou Meissen e se tornaria em 1488 Stathouder dos Países Baixos.  
Desses dois filhos de Frederico II nasceram dois ramos principais da dinastia de Wettin: 
- 1 - de um lado, as famílias de Saxe-Weimar, Saxe-Eisenach, Saxe-Saalfed, Saxe-Hildburghausen e  Saxe-Coburgo-Gota, a qual deu reis à Grã-Bretanha, à Bélgica, a Portugal e à Bulgária;
- 2 - do outro, os Eleitores mais tarde reis de Saxe, e as famílias Saxe-Weissenfels, Saxe-Merseburgo e Saxe-Zeitz.